# Ладислав Анжуйски
Ладислав (Ласло) Анжуйски-Драчки, Ладислав I Неаполитански, Ладислав Драчки или Ладислав Великолепни (на италиански: Ladislao d'Angiò-Durazzo, Ladislao I di Napoli, Ladislao di Durazzo или Ladislao il Magnanimo; * 15 февруари 1377, Неапол, Неаполитанско кралство, † 6 август 1414, пак там), е крал на Неапол (1386 – 1414), титулярен крал на Йерусалим и Сицилия (1386 – 1414), титулярен крал на Унгария и Хърватия (1390 – 1414), титулярен граф на Прованс и Форкалкие (1386 – 1414), граф на Лече и княз на Таранто (1406 – 1414), като втори съпруг на наследницата Мария д'Ангиен, и титулярен принц на Ахая. Той е последният мъжки представител на Сицилианските Анжуйци, клон Анжу-Драч.

## Произход
Ладислав е син на неаполитанския и унгарски крал Шарл III Анжуйски-Драчки  (* 1345, † 1386), херцог на Драч, крал на Неапол и официално титулуван крал на Йерусалим (1382 – 1386) като Карл III, и крал на Унгария (1385 – 1386) като Карой II, от 1383 г. наследник на Ахейското княжество, и на съпругата му Маргарита Драчка (* 1347, † 1412).
Има  две сестри:
- Мария (* 1369, † 1371)
- Джована II (* 1373 † 1435), кралица на Неапол

## Биография

### Ранни години
Роден е в Неапол, но отраства в Унгария, където баща му, който тогава е престолонаследник на Неапол, управлява като херцог унгарските области Хърватия и Далмация. Ладислав, чието унгарско име е Ласло, е кръстен на светия унгарски крал Ласло I.
През 1382 г., след кратка борба за властта в Неапол, бащата на Ладислав убива неаполитанската кралица Джована I Анжуйска и сам се възкачва на неаполитанския престол. През 1385 г. Карл III успява да се сдобие и с короната на Унгария, отстранявайки от власт братовчедка си Мария Унгарска. Царуването на баща му в Унгария обаче продължава едва няколко месеца, тъй като той е убит през 1386 г.

### Крал на Неапол
След смъртта на Карл III малолетният Ладислав става крал на Неапол, където управлението му започва с регентството на майка му Маргарита. Властта в Унгария обаче отново преминава в ръцете на детронираната Мария Унгарска.

#### Война между двамата Анжуйци
Главни противници на властта на Ладислав в Неапол се оказват римският папа Урбан VI, който отлъчва цялото неаполитанско кралско семейство, и признатият от папата за законен крал Луи II Валоа-Анжуйски от френската династия Валоа-Анжуйци. На страната на папата и френския претендент за неаполитанския престол са и много неаполитански барони, недоволни от преврата на покойния Карл III. През 1387 г. папата дори призовава за кръстоносен поход срещу Ладислав. Едва през 1389 г. Ладислав официално е признат за законен крал от папа Бонифаций IX, който е неаполитанец по рождение. На следващата година Ладислав е отровен от епископа на Арл, но успява да оцелее. Също през 1390 г. Луи II Валоа-Анжуйски нахлува с една наемна армия в пределите на Неаполитанското кралство, завзема Неапол и много от провинциите на кралството и принуждава Ладислав и майка му Маргарита да търсят спасение в Гаета.
Войната между двамата Анжуйци продължава и през следващите две години, през които Ладислав постепенно успява да привлече на своя страна някои от най-влиятелните неаполитански барони, с чиято помощ прогонва френския си съперник обратно в Прованс и през 1399 г. влиза победоносно в Неапол. През 1400 г. Ладислав окончателно омиротворява земите си, потушавайки последните огнища на съпротива в Апулия и Абруцо.

#### Претенции към унгарския престол
След като се налага в борбата срещу Луи II Валоа-Анжуйски, Ладислав решава да предяви претенции към унгарския престол – авантюра, която коства живота на баща му повече от десетилетие преди това. В това си начинание Ладислав разчита на някои унгарски магнати, които са против властта на тогавашния крал Сигизмунд Люксембургски. Обявявайки се за потомък на светите унгарски крале, Ладислав дори се коронова незаконно за крал на Унгария и херцог на Славония. След като се споразумява с Венеция, на която отстъпва остров Корфу, Ладислав си осигурява свободен пасаж през Адриатическо море и през 1403 г. флотилията му превзема хърватския град Задар и някои близки територии. Това обаче се оказва единственият му успех в борбата за унгарската корона, след който Ладислав се оттегля обратно в Неапол и не предприема други по-значими действия, за да разшири унгарските си владения.
Ладислав оставя своя босненски васал Хервоя начело на Далмация – единствената провинция, в която Сигизмунд не успява да възстанови властта си. През 1408 година унгарците си връщат повечето далматински градове като побеждават Хервоя, но Зара и няколко замъка с техните околности остават за Ладислав, които продава по-късно на Венеция.

#### Борба за надмощие в Южна Италия и смърт
Следващите години от управлението на Ладислав са белязани от борбата му за надмощие в Южна Италия. През 1405 г. Ладислав потегля срещу Рим, където някои римски патриции, намиращи се в конфликт с папата, го канят за господар на града. В отговор на 18 юни 1406 г. папата издава була, с която низвергва Ладислав от кралското му достойнство.
Междувременно в кралството избухва и нов бунт, подклаждан от папата и предвождан от Раймондо Орсини дел Балцо. След смъртта на последния през януари 1406 г. начело на въстаниците застава съпругата му Мария д'Ангиен, която успешно защитава Таранто по време на двумесечната му обсада от войските на Ладислав през пролетта на 1406 г. Мария д'Ангиен не се предава дори след като през юли 1406 папата и Ладислав подписват мир, който признава неаполитанския крал за протектор на цялата Папска област. Проблемът с бунта на Мария д'Ангиен е решен по доста по-дипломатичен начин – на 23 април 1407 г. Ладислав просто се жени за нея, което слага край на съпротивата ѝ.
През 1407 г. Ладислав отново обсажда вечния град, възползвайки се от конфликта между римляните и новоизбрания папа Григорий XII. Само за период от една година неаполитанският крал успява да завладее почти цялата Папска област, а на 25 април 1408 завладява Рим и принуждава папата да му се подчини.
През 1409 кардинали от двете партии, Авиньонската и Римската, недоволни от продължаващата вече тридесет години схизма в Католическата църква, избират за нов папа Александър V и обявяват другите двама за низвергнати. Новият папа и неговият наследник Йоан XXIII, ползващи се с подкрепата на Франция и Флоренция, призовават на помощ Луи II Анжуйски, който през същата година дори е коронован за неаполитански крал, и започват борба срещу Ладислав.
В периода 1409 – 1410 Ладислав постепенно е изтласкан от папските владения, а през 1411 – 1412 сраженията вече се водят на територията на Неаполитанското кралство. През май 1412 Ладислав понася тежко поражение при Рокасека и едва успява да спаси живота си. Същата година между Ладислав и папата е сключено поредното примирие – срещу оттеглянето на французите от границите на Неапол, Ладислав се отказва от суверенитета си над Рим. На следващата година обаче неаполитанският крал нарушава примирието и отново завладява Рим. Когато войските му достигат Перуджа, кралят се разболява тежко и се оттегля в Неапол, където умира на 6 август 1414 г.
След смъртта му на неаполитанския престол се възкачва сестра му Джована II Анжуйска.

## Брак и потомство
Жени се три пъти:
∞ 1. 21 септември 1390 в замъка в Гаета за Констанца Киарамонте, дъщеря на Манфред III Киарамонте, граф на Модика и викарий на Сицилианското кралство. Бракът им е разтрогнат през 1392 г. Нямат деца.
∞ 2. 12 февруари 1403 в Неапол за Мария дьо Лузинян (* 1381, † 4 септември 1404), принцеса на Кипър и Йерусалим, дъщеря на кипърския крал Жак I, от която няма деца.
∞ 3. 23 април 1407 в Таранто за Мария д'Ангиен (* 1367/1370, † 9 май 1446), графиня на Лече, дъщеря на Жан д'Анген, граф на Кастро, от която няма деца.
Има поне две извънбрачни деца:
- Риналд Анжуйски-Драчки, титулярен княз на Капуа; ∞ Лизола Касталдо, от която има син и дъщери
- Мария Анжуйска-Драчка, умира млада.